# Мейден-лейн (Мангеттен)
Мейден-Лейн (англ. Maiden Lane) — вулиця зі сходу на захід у фінансовому районі Нью-Йорка, боро Мангеттен, США. Її східний кінець знаходиться на Саут-стріт, біля морського порту на Саут-стріт, а західний кінець — на Бродвеї біля Всесвітнього торгового центру, де вона стає переходить Кортландт-стріт.

## Історія

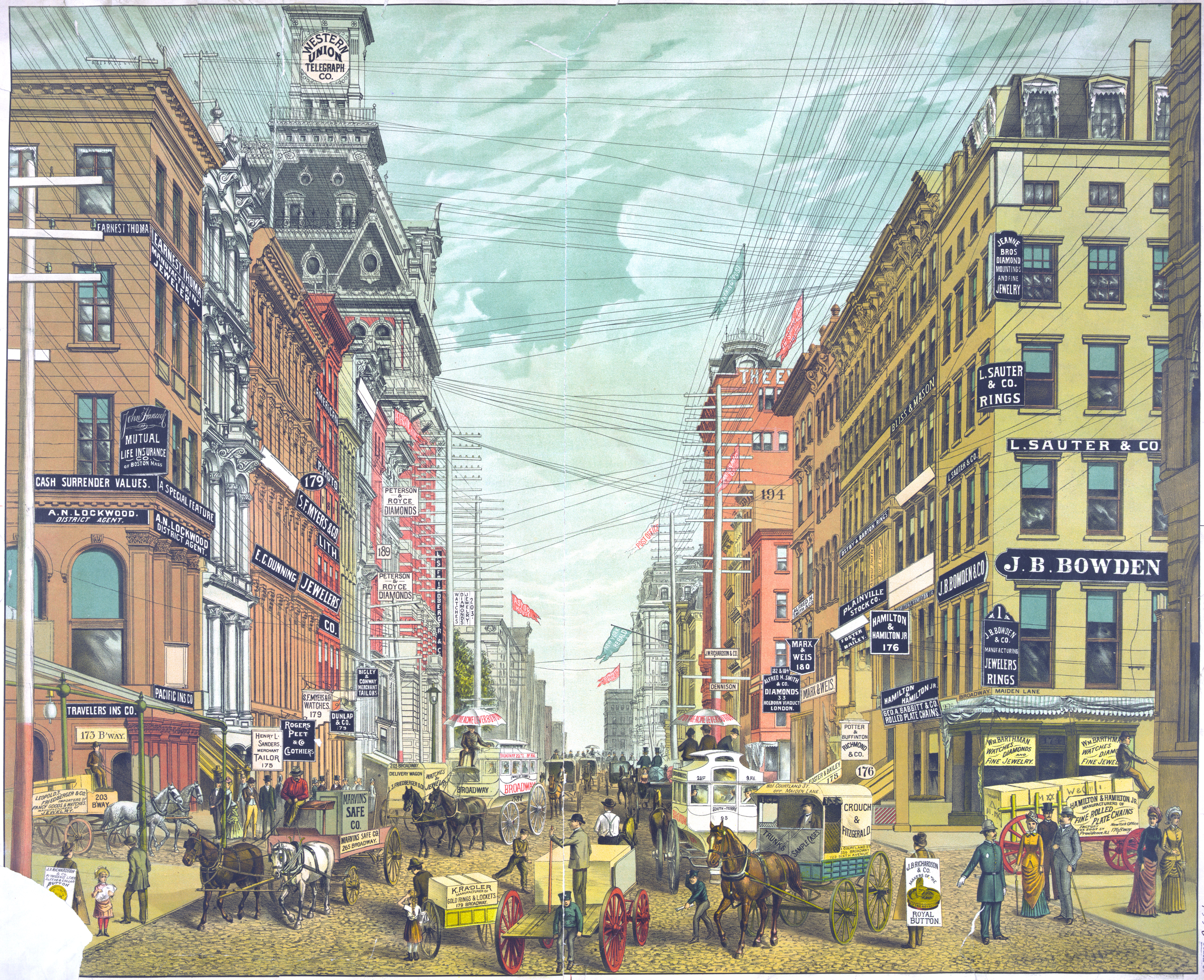
Бродвей з рогу Мейден Лейн, 1885–87 роки

Вулиця була офіційно закладена в 1696 році, перша вулиця на північ від Волл-стріт, яка все ще досі обгороджена частоколом.
До 1728 року на Мейден-лейн був ринок, який закінчувався на Фронт-стріт, що виходив на Іст-Рівер. В 1823 році, його було зруйновано та розформовано, де під критими дахами продавали м’ясо, сільську продукцію та рибу, був найстарішим ринком у Нью-Йорку. Згодом він поступився місцем Фултон фіш маркет, а пізніше Нью Амстердам маркет. Флай маркет і його наступник Фултон фіш маркет, який переїхав до Бронкса у 2005 році, були одними з найперших рибних ринків просто неба Нью-Йорка.